# بني حجاج (عمران)
بني حجاج هي إحدى قرى الجمهورية اليمنية. تتبع جغرافيا لمحافظة عمران وإداريًا لمديرية السودة. يبلغ تعداد سكانها 3154 نسمة حسب الإحصاء الذي أجري عام 2004.
وينتمي معظم سكانها الى الإسلام وتحديداً المذهب الزيدي.
تشتهر هذة القرية بالعلم حيث إن معظم الطلاب الذي يتخرجون من الثانوية يواصلون مسيرتهم الجامعية.
والاسم القديم لهذة القرية تسمى "شضب" ويعتقد ان هذا الاسم جاء اليهود الذي كان ساكنيين فيها .
وكذلك كان وجود لبعض علماء الزيدية خصوصاً منطقة تسمى "الهجرة" وسميت هجرة نسبه الى هجرة العلماء منها،  وقد دفن الكثير منهم في مقبرة "عنيشات" مثل العالم الجليل حُميدان ، بعكس الوقت الحالي الذي لم يتبقى فيها الا احد احفاده وهو محل شك حيث انه لا يمتلك العلم الذي ورثه من أبآه.
وايضاً تمتلك هذة القرية أعلى قمة جبلية في المديرية تسمى "سدارة" ، بالإضافة الى قمتين هما "القمرة" و "الدسيع" .
وكانت تشتهر بزراعة الفرسك والرمان ، أما الوقت الحاضر لم يعد هناك شيء حيث ان القات غزى المدرجات كاملة.